# Chiese della Comunità di Primiero
Questa voce include tutte le chiese cristiane situate entro i confini della Comunità di Primiero, nella provincia autonoma di Trento. 
Gli edifici sono elencati in liste suddivise per comune; includono oltre venti chiese consacrate (sebbene non tutte officiate regolarmente), a cui si aggiunge una quindicina di cappelle. Gli edifici di culto consacrati appartengono tutti alla confessione cattolica e fanno parte dell'arcidiocesi di Trento.

## Comune di Canal San Bovo
| Esterno                        | Interno | Nome                                              | Periodo storico                                   | Ubicazione                                                  | Informazioni |
| ------------------------------ | ------- | ------------------------------------------------- | ------------------------------------------------- | ----------------------------------------------------------- | --- |
|                                |         | Chiesa di San Bartolomeo                          | XIX secolo                                        | Canal San Bovo, via Roma 46°09′20.6″N 11°43′58.65″E         | Parrocchiale. Costruita tra il 1839 e il 1850 per sostituire l'antica chiesa di Canal di Sotto, distrutta da una piena del torrente Vanoi; la chiesa subì dei danni dai colpi dell'artigliera italiana nel 1917; nel 1972 venne rialzato il campanile. |
|                                |         | Chiesa di San Giovanni Nepomuceno                 | XX secolo                                         | Caoria, località Losi 46°11′48.1″N 11°40′47.49″E            | Parrocchiale. Costruita nel 1952-58 per sostituire la preesistente chiesa omonima. |
|                                |         | Chiesa di San Gottardo                            | Fondata XVII secolo, edificio odierno XIX secolo  | Gobbera 46°08′51.31″N 11°45′30.34″E                         | Una prima cappella, dedicata ai santi Rocco e Gottardo e alla Madonna di Loreto, venne costruita nel 1682 dalla famiglia Gobber; tra il 1889 e il 1892 questa prima struttura venne demolita, e ricostruita nelle forme attuali. |
|                                |         | Chiesa della Madonna di Caravaggio                | Citata XVIII secolo, edificio odierno XIX secolo  | Prade, località Villanova 46°09′27″N 11°44′25.43″E          | Parrocchiale. Citata per la prima volta nel 1782, venne ricostruita nel 1845. |
|                                |         | Chiesa della Madonna della Salute                 | XX secolo                                         | Ronco Costa, località Gasperi 46°09′06.16″N 11°43′09.31″E   | Costruita nel 1969; nel 1979 venne ampliata, e la cella campanaria sostituita con un campanile vero e proprio. |
|                                |         | Chiesa della Natività di Maria                    | Fondata XVIII secolo, edificio odierno XIX secolo | Ronco Chiesa 46°08′29.23″N 11°42′50.96″E                    | Parrocchiale. Costruita nel 1763-66 per volere di un tal Marco Demarchi, venne poi ricostruita nel 1899-1900. La volta subì dei danni durante il terremoto del 1976, e venne quindi rifatta nel 1979. |
|                                |         | Chiesa del Sacro Cuore di Gesù                    | XX secolo                                         | Zortea 46°09′46.84″N 11°45′03.08″E                          | Parrocchiale. Costruita nel 1922-26, venne danneggiata da un fulmine -e quindi restaurata- nel 1973. |
| Cappelle                       |         |                                                   |                                                   |                                                             | |
|                                |         | Cappella della Santa Croce                        | XX secolo                                         | Caoria, località Losi 46°11′41.6″N 11°40′55.84″E            | Cappella cimiteriale, costruita nel 1923. |
|                                |         | Cappella del Crocifisso                           | XX secolo                                         | Prade, località Villanova 46°09′28.18″N 11°44′26.63″E       | Cappella cimiteriale, costruita nel 1920. |
|                                |         | Cappella del Crocifisso                           | XX secolo                                         | Ronco Chiesa 46°08′28.42″N 11°42′50.48″E                    | Cappella cimiteriale, edificata nel 1960. |
|                                |         | Cappella della Madonna di Caravaggio              | XX secolo                                         | Lausen 46°08′53.83″N 11°44′05.6″E                           | Costruita nel 1905. |
|                                |         | Cappella (od oratorio) della Madonna di Lourdes   |                                                   | Caoria, località Ghiaie 46°11′41.33″N 11°40′52.24″E         | Cappella incorporata nell'oratorio parrocchiale. |
|                                |         | Cappella di Santa Romina, o di Maria Ausiliatrice | XVII secolo                                       | Località Lozen 46°10′16.45″N 11°46′14.48″E                  | Costruita probabilmente dopo l'epidemia di peste del 1630. |
|                                |         |                                                   |                                                   | Canal San Bovo 46°09′22.77″N 11°43′58.51″E                  | Cappella cimiteriale. |
| Chiese sconsacrate o scomparse |         |                                                   |                                                   |                                                             | |
|                                |         | Chiesa di San Bartolomeo                          | Documentata XVII secolo                           | Canal di Sotto                                              | Antica chiesa medievale, ampliata nel 1633 e poi totalmente riedificata nel 1688. Negli anni 1820 il territorio di Canal San Bovo venne flagellato da numerose alluvioni del Vanoi e dei suoi immissari; nonostante l'erezione di opere di difesa, progettate anche da Negrelli, il 20 settembre 1829 l'ennesima inondazione spazzò via la chiesa e l'intero paese di Canal di Sotto; gli arredi sacri, salvati in extremis, si trovano nella chiesa omonima eretta in seguito a Canale. |
|                                |         | Chiesa di San Giovanni Nepomuceno                 | Fondata XVIII secolo, edificio odierno XIX secolo | Caoria, località Losi 46°11′38.02″N 11°40′55.04″E           | L'edificio sorse nel 1741 come cappella privata del conte Federico Giuseppe Bonaventura Welsperg, dedicata alla santissima Trinità; venne reintitolata a san Giovanni Nepomuceno nel 1769, e nel 1836 vennero aggiunte la navata e la sagrestia. Nel 1958 venne chiusa al culto e sostituita dalla nuova parrocchiale omonima, e da allora funge da deposito materiale ad uso del Parco naturale Paneveggio - Pale di San Martino.                                                       |
|                                |         | Cappella di San Rocco                             | XIX secolo                                        | Località ai Posi, presso Zortea 46°09′55.58″N 11°45′28.73″E | Costruita nel 1836; venne demolita nella seconda metà del Novecento per realizzare la nuova strada. |

## Comune di Imer
| Esterno  | Interno | Nome                              | Periodo storico                                      | Ubicazione                                          | Informazioni |
| -------- | ------- | --------------------------------- | ---------------------------------------------------- | --------------------------------------------------- | --- |
|          |         | Chiesa dei Santi Pietro e Paolo   | Citata XIV secolo                                    | Imer, piazza della Chiesa 46°09′07.4″N 11°47′50.3″E | Parrocchiale. Citata per la prima volta nel 1367, venne ampliata tra il 1518 e il 1526, e ulteriormente rimaneggiata nel 1547. Un secondo ampliamento venne apportato nel 1721-29, portando la chiesa alle forme attuali, mentre nel 1821 venne rialzato il campanile. |
|          |         | Chiesa della Natività di Maria    | XX secolo                                            | Masi di Imer 46°08′39.6″N 11°47′00.4″E              | Costruita nel 1999-2000 per volontà del gruppo ANA di Imer. |
|          |         | Chiesa di San Silvestro           | Dopcumentata XIII secolo, edificio odierno XV secolo | Monte Totoga 46°08′22.4″N 11°45′58.1″E              | Una cappella sul posto è documentata sin dal Duecento; nei secoli, l'edificio subì vari interventi, tra cui una riedificazione nel Quattrocento e il rifacimento del campanile nel 1618; l'ultimo restauro risale al 1996.                                             |
| Cappelle |         |                                   |                                                      |                                                     | |
|          |         | Cappella della Madonna della Neve | XX secolo                                            | Monte Vederna 46°07′16.9″N 11°47′42.7″E             | Costruita nel 1942-45 su iniziativa di don Ignazio Panizza. |

## Comune di Mezzano
| Esterno                        | Interno | Nome                                                                         | Periodo storico                                 | Ubicazione                                                  | Informazioni |
| ------------------------------ | ------- | ---------------------------------------------------------------------------- | ----------------------------------------------- | ----------------------------------------------------------- | --- |
|                                |         | Chiesa dei Santi Giovanni Battista e Giovanni Evangelista, o di San Giovanni | XVI secolo                                      | Località Liendri o San Giovanni 46°08′33.37″N 11°50′33.22″E | Una piccola chiesetta venne costruita intorno al 1514 per volontà del notaio Ugolino Scopoli; nel 1875 la struttura venne ampliata costruendo la navata attuale, e convertendo la precedente in presbiterio. Nel 1930 venne rifatto il catino absidale. |
|                                |         | Chiesa di San Giorgio                                                        | Citata XIV secolo, edificio odierno XVII secolo | Mezzano 46°09′14.67″N 11°48′27.52″E                         | Parrocchiale. Citata per la prima volta nel 1360, venne ricostruita nel 1670 e ulteriormente ampliata nel 1728 costruendo le navate laterali e rifacendo la facciata. |
| Cappelle                       |         |                                                                              |                                                 |                                                             | |
|                                |         | Cappella di Santa Fosca                                                      | XVII secolo                                     | Mezzano, via Santa Fosca 46°09′22.73″N 11°48′44.44″E        | Costruita durante la prima metà del Seicento. |
| Chiese sconsacrate o scomparse |         |                                                                              |                                                 |                                                             | |
|                                |         | Chiesa di Santa Romina                                                       | Citata XVII secolo                              | Monte Bedolé                                                | Documentata nel 1515, anno in cui era già in cattive condizioni e venne quindi interdetta al culto; riparata alcune volte negli anni successivi, venne definitivamente abbandonata dopo il 1873, quando una pubblica richiesta di offerte per gli ennesimi lavori di ristrutturazione ricevette scarse adesioni. Della struttura restano solo le parti basali delle mura perimetrali e l'altare in pietra. |

## Comune di Primiero San Martino di Castrozza
| Esterno            | Interno | Nome                                                                    | Periodo storico                                  | Ubicazione                                                            | Informazioni |
| ------------------ | ------- | ----------------------------------------------------------------------- | ------------------------------------------------ | --------------------------------------------------------------------- | --- |
|                    |         | Chiesa di Sant'Andrea                                                   | Citata XIV secolo, edificio odierno XVIII secolo | Siror, via Sant'Andrea 46°11′20.62″N 11°49′47.76″E                    | Parrocchiale. Citata nel 1321, venne riedificata verso 1498, e poi di nuovo tra il 1710 e il 1724, in entrambi i casi risparmiando il campanile originale, che venne però poi sorapelevato nel 1738 e una seconda volta nel 1756. |
|                    |         | Chiesa di Sant'Antonio di Padova                                        | XX secolo                                        | Tonadico-Tressane, via Cappuccini, 1 46°10′42″N 11°50′00.8″E          | Costruita nel 1922-24 come parte di un monastero cappuccino. |
|                    |         | Chiesa (o chiesetta) di San Giacomo                                     | Documentata XVI secolo                           | Tonadico, via San Giacomo 46°10′55.5″N 11°49′59.05″E                  | La chiesetta è situata nel luogo dove pare sorgesse Piubago, il primo centro abitato della valle, poi distrutto da un terremoto nel 1114-17 e poi ulteriormente cancellato da varie piene del rio Lazzer. L'edificio esisteva sicuramente nel 1524, anno in cui vennero realizzati gli affreschi, ma ciò che si vede oggi corrisponde solo all'arco santo, al presbiterio e all'abside dell'antica struttura, mentre dell'aula (comunque molto piccola) resta solo la base delle mura perimetrali. |
|                    |         | Chiesa della Madonna Assunta                                            | XX secolo                                        | Passo Rolle 46°17′44.88″N 11°47′15.43″E                               | Costruita nel 1939-42 per volere di Giovanni Segat, albergatore del passo Rolle. |
|                    |         | Chiesa di San Marco                                                     | Citata XIV secolo, edificio odierno XVIII secolo | Transacqua, piazza Monsignor Tissot 46°10′27.95″N 11°50′11.81″E       | Parrocchiale. Citata per la prima volta nel 1367, venne riedificata nel corso del Cinquecento, poi di nuovo intorno al 1780; questa terza struttura venne sottoposta ad ampliamenti nel 1863, nel 1878 e infine nel 1970, quando venne aggiunto un avancorpo e rifatta la facciata. |
|                    |         | Chiesa di Santa Maria Assunta                                           | Fondata V-VI secolo, edificio odierno XV secolo  | Fiera di Primiero, via Colaor 46°10′28.5″N 11°49′35.6″E               | Parrocchiale. Stando ai rilievi archeologici, un primo luogo di culto esisteva sul posto già nel V-VI secolo e venne probabilmente ricostruito più volte a seguito di vari incendi. Nella seconda metà del Quattrocento la chiesa romanica venne ricostruita in forme gotiche, e ulteriormente rimaneggiata nel 1493-95; da allora sono documentati solo interventi non invasivi, ad esclusione dell'apertura del rosone in facciata nel corso dell'Ottocento.                                     |
|                    |         | Chiesa della Beata Maria della Consolazione, o della Madonna dell'Aiuto | XVII secolo                                      | Fiera di Primiero, piazza Cesare Battisti 46°10′36.2″N 11°49′43.9″E   | Costruita nel 1663-68; nel 1910 venne dotata di campanile (che ha anche funzione di torre civica), e nel 1948-50 venne rifatta la facciata. |
|                    |         | Chiesa di San Martino                                                   | Fondata XII secolo, edificio odierno XVI secolo  | Fiera di Primiero, via Colaor 46°10′29.46″N 11°49′36.13″E             | Risalente al XII secolo, è citata per la prima volta nel 1206; venne rifatta nel corso del Cinquecento, mantenendo solo la zona absidale della struttura originaria. |
|                    |         | Chiesa dei Santi Martino e Giuliano                                     | Citata XI secolo, edificio odierno XX secolo     | San Martino di Castrozza, via Colbricon 46°15′43.73″N 11°48′09.76″E   | Parrocchiale. Citata già nel 1090, periodo in cui era affiancata da un monastero ed ospizio per viandanti benedettino; nel XIII secolo vi fu una consacrazione, e allo stesso periodo risale il campanile tuttora esistente. La chiesa attuale è stata costruita nel 1912 |
|                    |         | Chiesa di San Sebastiano                                                | Fondata XV secolo, edificio odierno XVII secolo  | Tonadico, via Scopoli 46°10′54″N 11°50′24.44″E                        | Parrocchiale. Costruita nella seconda metà del Quattrocento, venne riedificata verso il 1655 e poi allargata e sopraelevata tra il 1804 e il 1813. |
|                    |         | Chiesa di San Valentino                                                 | XX secolo                                        | Località Dismoni 46°12′56.67″N 11°48′33.24″E                          | Edificata nel 1994-95 su iniziativa di un comitato e dedicata a san Valentino, uno dei patroni della parrocchia di Siror, venne benedetta il 15 ottobre 1995 dal cardinale di Chicago Joseph Bernardin, nativo di Tonadico. |
|                    |         | Chiesa dei Santi Vittore e Corona, o di San Vittore                     | XI secolo                                        | Tonadico, via San Vittore 46°11′00.5″N 11°50′31.5″E                   | Chiesa cimiteriale, costruita nell'XI secolo. |
|                    |         | "Chiesetta alpina"                                                      | XX secolo                                        | Passo Valles 46°20′17.9″N 11°48′00.5″E                                | Precedentemente situata nel cimitero militare di Paneveggio, venne smontata dopo la seconda guerra mondiale e rimontata al passo Valles. |
| Cappelle           |         |                                                                         |                                                  |                                                                       | |
|                    |         | Cappella di Sant'Antonio di Padova                                      | XX secolo                                        | Passo Cereda, lungo la SS 347 46°11′33.21″N 11°54′24.12″E             | Costruita nel 1911-13 su iniziativa delle famiglie contadine che d'inverno sostavano nelle malghe della zona. |
|                    |         | Cappella del Crocifisso                                                 | XX secolo                                        | San Martino di Castrozza, via Passo Rolle 46°15′21.96″N 11°48′08.14″E | Cappella cimiteriale, costruita nel 1956. |
|                    |         | Cappella del Crocifisso                                                 | XVIII-XIX secolo                                 | Siror, via Sant'Andrea 46°11′22.12″N 11°49′47.65″E                    | Cappella cimiteriale. La data di costruzione è incerta, collocabile tra il 1750 e il 1899. |
|                    |         | Cappella del Crocifisso                                                 | XX secolo                                        | Transacqua, piazza Monsignor Tissot 46°10′29.85″N 11°50′13.35″E       | Cappella cimiteriale, costruita nel 1933. |
|                    |         | Cappella della Madonna Ausiliatrice, o cappella sul Colaor              | XVII secolo                                      | Fiera di Primiero, via Colaor 46°10′33.47″N 11°49′32.78″E             | Risalente forse al Seicento. |
|                    |         | Cappella (o chiesetta) di Santa Rita                                    |                                                  | Passo Cereda, località Frate 46°12′15.7″N 11°54′55.44″E               | Anticamente realizzata in legno, ricostruita in muratura dopo un incendio. |
|                    |         |                                                                         |                                                  | Fiera di Primiero, via Guglielmo Marconi 46°10′20.34″N 11°49′23.53″E  | Cappella cimiteriale. |
| Chiese sconsacrate |         |                                                                         |                                                  |                                                                       | |
|                    |         | "Chiesetta di villa Welsperg"                                           | XX secolo                                        | Val Canali, presso villa Welsperg 46°11′57.94″N 11°52′04.39″E         | Edificata per volontà del conte Welsperg, andò a sostituire una preesistente cappella che era inclusa nella villa. La costruzione cominciò negli anni sessanta, e nel 1962 venne terminata e benedetta dal patriarca di Venezia; è stata successivamente sconsacrata ed è adibita a spazio per mostre. |

## Comune di Sagron Mis
| Esterno  | Interno | Nome                                 | Periodo storico                                    | Ubicazione                                         | Informazioni |
| -------- | ------- | ------------------------------------ | -------------------------------------------------- | -------------------------------------------------- | --- |
|          |         | Chiesa della Madonna delle Grazie    | XX secolo                                          | Mis, via Gavada 46°12′18.24″N 11°55′46.97″E        | Costruita nel 1901. |
|          |         | Chiesa della Madonna di Loreto       | Fondata XVII secolo, edificio odierno XVIII secolo | Sagron, via Parrocchia 46°11′42.22″N 11°56′37.49″E | Parrocchiale. Costruita nel 1630, venne riedificata nel 1759, ma il nuovo edificio venne incendiato nel 1793 e dovette essere nuovamente rifatto, tra il 1795 e il 1807; nel 1954 venne eretto il campanile. |
| Cappelle |         |                                      |                                                    |                                                    | |
|          |         | Cappella della Madonna di Caravaggio | XVII secolo                                        | Località Marcoi 46°11′40.7″N 11°57′22.2″E          | Costruita nel corso del Seicento; ristrutturata nel 1812 dopo anni di abbandono, venne poi danneggiata da due alluvioni, nel 1882 e nel 1966.                                                                |